# Постпостмодернизм
Постпостмодернизм (англ. Post-postmodernism) — термин, обозначающий обновление понимания задач критической теории, философии, искусства, литературы, архитектуры и культуры путём преодоления постмодернизма.
«Постпостмодернизм» следует считать временным термином, поскольку само явление находится ещё в процессе формирования, хотя на данный момент уже существует несколько вариантов: «псевдомодернизм», «цифромодернизм» и «метамодернизм». Термин «псевдомодернизм» ввёл английский философ Алан Кирби в статье «Death of postmodernism and beyond» (2006), но позднее заменил его на «цифромодернизм» в своей книге «Digimodernism». «Метамодернизм» появился благодаря двум голландским философам: Тимофею Вермюлену и Робину ван дер Аккеру, в их эссе «Notes of Metamodernism» (2010) новое течение связывается с возможностью преодоления постмодернистской иронии и развитием нового романтизма. Возможно, именно на их идеях впоследствии возник «Манифест метамодернизма» (2011).
Одной из особенностей постпостмодернизма является то, что данное течение не только отказывается от интертекстуальности, а переходит на качественно новый уровень воссоздания перцептивных и культурных пластов информации, в которых виртуальная реальность занимает одно из ключевых положений и понятие гиперреальность является одним из базовых.
В искусстве на данный момент уже есть авторы и произведения, которых причисляют к метамодернизму, в литературе это Харуки Мураками, Роберто Боланьо, Дэвид Фостер Уоллес и Джонатан Франзен, в музыке CocoRosie, Antony and the Johnsons, Жорж Ленц и Девендра Банхарт, в изобразительном искусстве это Питер Дойг и Олафур Элиассон, в архитектуре здания Херцога и де Мёрона.